# Soin infirmier

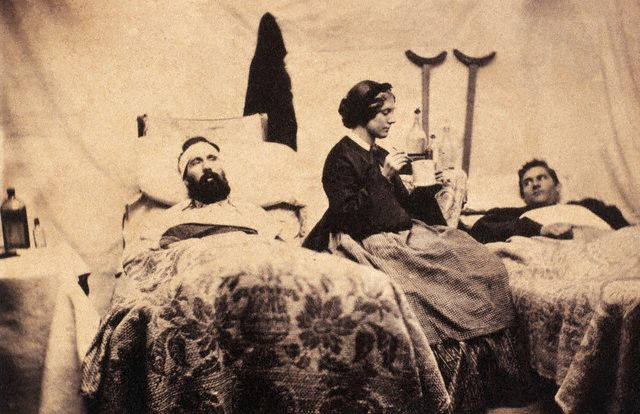
Une infirmière (Anne Bell) s'occupant de deux soldats blessés lors de la guerre civile américaine.

Les soins infirmiers sont définis au sens large comme « une attention, une application envers quelqu’un ou quelque chose ». Le mot soin prend alors le sens de « moyens par lesquels on s’efforce de rendre la santé à un malade ».
Tels que définis par le Conseil international des infirmières, les soins infirmiers représentent les soins prodigués, de manière autonome ou en collaboration, aux individus de tous âges, aux familles, aux groupes et aux communautés – malades ou bien-portants – quel que soit le cadre.
Ils se focalisent sur la promotion de la santé, la prévention de la maladie, ainsi que les soins dispensés aux personnes malades, handicapées et mourantes. Ils englobent également la défense, la promotion d'un environnement sain, la recherche, la participation à l'élaboration de la politique de santé et à la gestion des systèmes de santé et des patients, ainsi que l'éducation à la santé.
Les soins infirmiers sont traditionnellement dispensés par les infirmiers et infirmières.

## Définitions institutionnelles

### Par l'Organisation mondiale de la santé

La lampe à huile, symbole des soins infirmiers dans plusieurs pays, en référence au surnom donné à Florence Nightingale : The Lady with the Lamp.

« La mission des soins infirmiers dans la société est d'aider les individus, les familles et les groupes à déterminer et réaliser leur plein potentiel physique, mental et social et à y parvenir dans le contexte de l'environnement dans lequel ils vivent et travaillent, tout cela en respectant un code de déontologie très strict. Ceci exige que les infirmières apprennent et assurent des fonctions ayant trait au maintien et à la promotion de la santé aussi bien qu'à la prévention de la maladie.
Les soins infirmiers englobent également la planification et la mise en œuvre des soins curatifs et de réadaptation, et concernent les aspects physiques, mentaux et sociaux de la vie en ce qu'ils affectent la santé, la maladie, le handicap et la mort. Les infirmières permettent la participation active de l'individu, de sa famille et de ses amis, du groupe social et de la communauté, de façon appropriée dans tous les aspects des soins de santé, et encouragent ainsi l'indépendance et l'autodétermination. Les infirmières travaillent aussi comme partenaire des membres des autres professions impliquées dans la prestation des services de santé. »

### Par les pionniers des soins infirmiers
Des premiers fondements théoriques établis par Florence Nightingale en 1859, aux définitions élaborées par les leaders en soins infirmiers contemporains, les soins infirmiers se sont définis comme une pratique à part entière, une science mais également un art moral.
Florence Nightingale précise dans son ouvrage de référence que les Soins infirmiers doivent faire en sorte de « mettre le malade dans les meilleures conditions possibles, pour favoriser l'action de la nature ».
En 1933, Effie J. Taylor propose la définition suivante de la nature des soins infirmiers, : « l'adaptation de la thérapeutique prescrite et du traitement préventif aux besoins physiques et psychiques spécifiques de la personne » et complète cette définition en apportant la nuance que « le sens profond des soins infirmiers ne peut être connu qu'à travers les idéaux, l'amour, la compassion, le savoir et la culture exprimés par la pratique de méthodes et de relations propres à l'art de soigner. »
En 1960, Virginia Henderson décrit les soins infirmiers comme une réponse aux besoins primaires de chaque individu. Est entendu par besoin fondamental, la nécessité vitale propre à tout être humain sain ou malade.
Dans les années 1990, Jean Watson et Martha Rogers conceptualisent les soins infirmiers comme une science faisant appel au savoir disciplinaire (connaissances) propre aux infirmières, mais également un art puisque le soin touche également aux savoirs esthétiques aussi bien qu'éthiques : « l'art infirmier est en fait l'utilisation créatrice de la science infirmière qui est en pleine croissance.

### Par les collectifs d'infirmiers et d'infirmières chercheurs
Les soins infirmiers représentent un ensemble de connaissances, de compétences et de techniques relatives à la conception et à la mise en œuvre d'actes de soins infirmiers. Ils contribuent à répondre aux besoins de santé d'une personne et/ou d'une collectivité et font l'objet de la discipline enseignée au personnel infirmier.
On distingue généralement les soins infirmiers liés aux fonctions de continuité et d'entretien de la vie (Marie-Françoise Collière) dans le cadre du rôle propre de l'infirmier, le « care », et les soins curatifs ou de réparation, le « cure ».

## Histoire: des pratiques soignantes aux sciences infirmières
L'art infirmier ou l'art de soigner a été décrit de différentes façons dans les cultures populaires. les définitions et les pratiques ont beaucoup évolué au fil du temps.

### Le «prendre-soin» de l'autre
Au Moyen Âge, la vocation de « prendre soin de son prochain » se trouve étroitement liée à l'idéologie de la religion et de l'Église. Les soignants adoptent des consignes similaires à celles de la religion du Christ : accueil des humbles, miséricorde envers les affligés, puis par la suite, l'idéal de pauvreté s'ajoute à celui de la charité. Au XVIe siècle, le soin apporté n'est pas encore un soin médical mais davantage une assistance aux indigents, aux passants et mendiants.
Les grandes épidémies et les temps de guerre du Moyen Âge ont influencé l'organisation du soin aux personnes malades au sein de congrégations religieuses (notamment l'Ordre de Saint Jean de Jérusalem) qui fonderont les premières infirmeries dans lesquelles le soin a vocation de « secourir et soigner ».

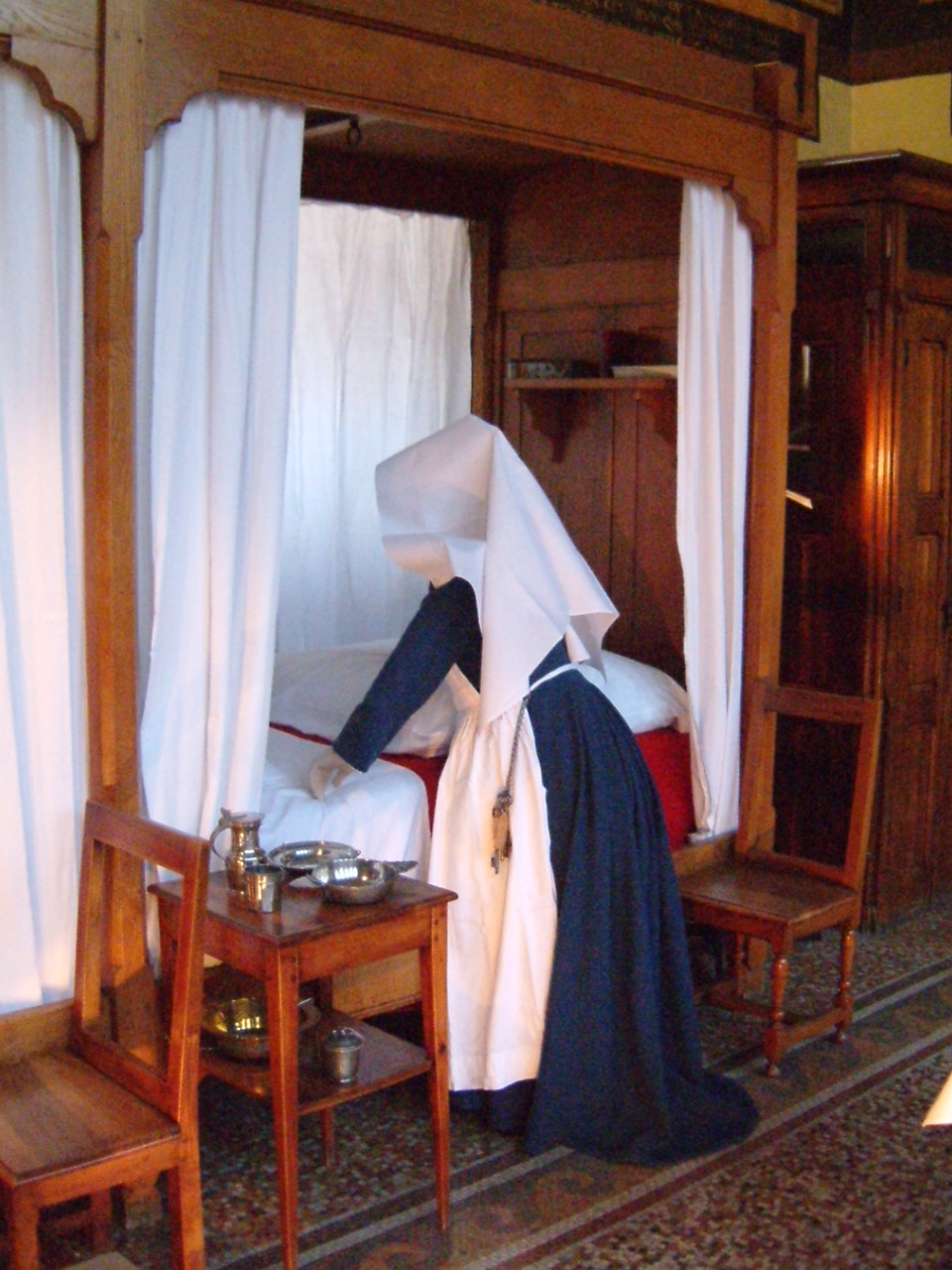
Sœur Hospitalière « bleue » des Hospices de Beaune affairée à préparer un lit.

Parallèlement, les hôpitaux ont évolué à la suite du développement des villes : de nouvelles formes d’assistance se développent, notamment dès le VIIe siècle au sein des Hôtel-Dieu. Ces structures commencent à restreindre leurs entrées au profit des malades curables se spécialisant en hospices où les soins aux infirmes s'organisent au travers de la hiérarchie religieuse et sont dispensés par les Sœurs hospitalières. Le soin aux infirmes prend alors racine dans l'application de techniques et de connaissances médicales et chirurgicales qui vont se développer.
Dans la culture anglophone, un des plus vieux sens du mot Anglais « nursing » retrouvé au XIVe siècle évoque également une femme employée à allaiter et à prendre soin des jeunes enfants, « nurse » signifiant d'ailleurs « nourrice ». À partir du milieu du XIXe siècle sous l'influence de Florence Nightingale, le terme nurse désigne, dans les Pays anglo-saxons, une infirmière. Le terme nursing désignant les soins exercés par une nurse, c'est-à-dire : les soins infirmiers.
Au XVe siècle, se développe l'idée de s'occuper ou d'informer quelqu'un d'autre, mais pas seulement des enfants. La philosophie des soins infirmiers modernes s'est développée dans ce dernier sens, l'idée de nourrir faisant référence à la plus large notion d'assistance aux personnes et à la promotion d'une qualité de vie.
Au XVIIIe siècle apparait la notion de « gouverner les malades » avec le premier ouvrage destiné à donner des instructions à toutes les personnes charitables qui donnent des soins à leurs semblables : les mères, les filles, les sœurs, les curés de campagne, les châtelaines. Avant lui, au cours du siècle précédent, Saint Vincent de Paul, Louise de Marillac instruisirent des femmes pour donner des soins à domicile et porter assistance spirituelle aux malades dans les Confréries de la Charité.
En 1785, Colombier et Doublet publient un rapport intitulé : Instruction sur la manière de gouverner les insensés et travailler à leur guérison dans les asyles qui leur sont destinés. En 1786, Joseph Carrère, médecin ordinaire du roi publie à son tour un manifeste en faveur de l'instruction des gardes-malades, non plus pour gouverner mais pour servir les malades.
Jean Baptiste Pussin, gouverneur des fous et folles de Bicêtre, va concevoir l'idée d'une relation plus humaine pour tous ces malheureux. Quelques années plus tard, en 1795, avec le célèbre aliéniste Philippe Pinel, ils vont libérer les aliénés de leurs chaînes. Après la Révolution, des hommes de bien notamment Condorcet et l'Abbé Grégoire vont également militer en faveur de l'instruction des personnes qui soignent et des soins qu'elles prodiguent.
Au XIXe siècle

### La vision sacerdotale du soin
Avant l'établissement des soins infirmiers modernes tels qu'ils sont pratiqués aujourd'hui, les nonnes et les militaires prodiguaient une forme de soin infirmier. Les origines religieuses et militaires des soins infirmiers modernes restent flagrantes dans beaucoup de pays. Par exemple, en Grande-Bretagne, les infirmières confirmées sont appelées « Sœurs » (« Sisters »).

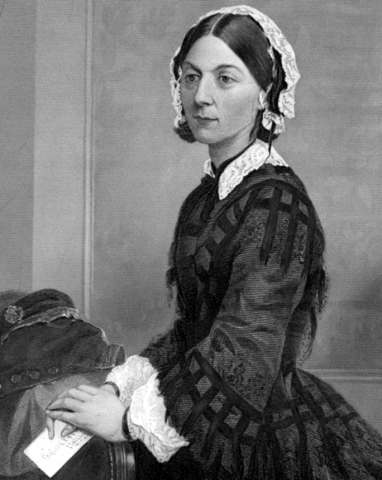
Florence Nightingale (1820-1910), considérée comme pionnière des soins infirmiers.

Les infirmières ont connu des difficultés face à la hiérarchie médicale laissant en héritage la vision que l'action principale d'une infirmière est d'exécuter les directives du médecin. Cette tendance a été contrecarrée par Florence Nightingale dans son ouvrage de référence dans lequel les médecins sont relativement peu mentionnés ou souvent sur un ton de critique : « Pas un homme, y compris un docteur, ne donne jamais une autre définition de ce que devrait être une infirmière — dévouée et obéissante », et en particulier le pouvoir et l'influence de la « blouse blanche ».
L'histoire des soins infirmiers s'est souvent établie durant les temps de guerre. Durant ces périodes, ils ont connu un développement significatif grâce à Florence Nightingale, travaillant alors à améliorer la condition des soldats impliqués dans la guerre de Crimée, posa la première pierre des soins infirmiers professionnels avec certains principes qu'elle évoque dans son ouvrage Notes on nursing. D'autres figures phares ont contribué au développement des soins infirmiers modernes comme Linda Richards ou encore Jeanne Mance. En Amérique du Nord et plus particulièrement au Québec, Jeanne Mance est considérée comme une infirmière pionnière puisqu'elle s'est installée à Montréal afin d'ouvrir un hôpital (Hôtel-Dieu) pour y soigner les indigents. Elle est cofondatrice de la ville de Montréal (Ville-Marie en Nouvelle-France).

### Les soins infirmiers modernes

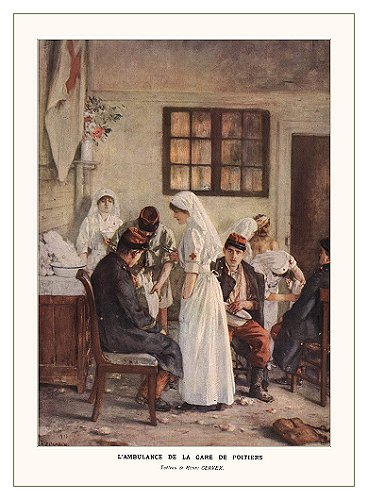
Infirmières en 1915 - (Peinture de Henri Gervex : L'Ambulance de la Gare de Poitiers).

L’évolution des connaissances et des savoir-faire a permis de développer depuis la fin du XIXe siècle de nouvelles techniques d’exploration ou d’actions infirmières en parallèle de l'histoire de la médecine.
En France, vers 1871, peu de temps après les événements de la Commune de Paris, émergent les premières structures d'enseignement laïque et réglementé pour les soins infirmiers, sous l'impulsion du Docteur Désiré-Magloire Bourneville et d'une ordonnance du 28 octobre 1902 incitant les facultés de médecine à prendre en charge leur enseignement.
Le XXe siècle a vu le développement des études au sein de la profession infirmière qui ont servi de base à la diffusion des connaissances. L'apprentissage des connaissances et l'enseignement de la pratique, transmis traditionnellement oralement, se sont structurés sous forme de cours dispensés par des médecins ou des infirmières générales formatrices. C'est en 1922, en France, que les infirmières reçoivent pour la première fois un diplôme d'État. Les soins infirmiers d'alors revêtissent encore une vision sacerdotale, l'infirmière centre ses soins sur le malade, en simple exécutante, la science médicale est réservée au médecin.
Durant les temps de guerre (Première, guerre de Crimée et notamment Seconde Guerre mondiale), la pénurie de médecins voit conférer aux infirmières un glissement des actes ordinairement réservés aux praticiens médicaux. Les soins infirmiers appris et réalisés sont alors diversifiés aux actes invasifs et s'élargissent des simples soins de confort ou d'hygiène prodigués aux malades.
Dans les années 1960, les mouvements de libération de la femme permettent aux infirmières, profession alors quasi exclusivement féminine, de se libérer du carcan de simples exécutantes derrière l'homme/médecin. Les soins dispensés sont entrepris avec davantage d'autonomie, et s'élargissent vers certains processus de réflexion propre à l'infirmière. C'est ainsi que la mise en œuvre de toute intervention en soins infirmiers depuis les années 1960 est soumise à une démarche scientifique nommée processus de soins infirmiers ou encore démarche de soins infirmière.
Au fil du temps, la pensée infirmière s'est structurée sur la base de l'étude des faits (evidence based medicine). Aujourd’hui, le concept de soin infirmier trouve son fondement dans la pratique professionnelle d’une part et d’autre part, dans le cadre philosophique, les modèles conceptuels et théoriques infirmiers.
Les soins infirmiers, dont la terminologie a été officiellement employée lors de la première session du Comité d'experts des soins infirmiers de l'OMS en 1950 et dont le premier code de déontologie est publié en 1953, tendent alors à s'ériger en une science. C'est en 1954 que Martha Rogers, alors jeune directrice du département Soins infirmiers au New York University College of Nursing, développa son propre programme de recherches et traita les soins infirmiers comme une science à part entière.

## Nature des soins infirmiers
Les soins infirmiers regroupent les interventions infirmières, qu'elles soient à visées préventives, diagnostiques, thérapeutiques ou éducatives. Ils sont traditionnellement dispensés par un infirmier ou par un auxiliaire médical par délégation (aide-infirmier, aide-soignant, auxiliaire de puériculture, aide médico-psychologique pour les plus proches collaborateurs des infirmiers, ou tout autre professionnel de la santé) auprès d'une personne ou d'un groupe de personnes. Les soins infirmiers prennent source dans une connaissance théorique et dans des compétences pratiques et visent à maintenir ou améliorer l'état de santé de la personne ou du groupe dans ses dimensions biologiques, physiologiques, physiques (anatomiques et fonctionnelles), psychologiques et sociales et à prévenir de potentielles atteintes à celles-ci.

### Classification des interventions
Les interventions infirmières se divisent en deux catégories principales : les soins prodigués de façon autonome et les soins prodigués en collaboration par délégation sur prescription médicale quel que soit le domaine d'activité. La législation du pays d'exercice précise les interventions qui doivent faire l'objet d'une prescription médicale ou d'un protocole de soins infirmiers. Tous les types de soins se rejoignent quelle que soit leur classification.

Interrelations des soins infirmiers avec la médecine et la personne soignée.

#### Soins relevant du rôle propre infirmier
Cette première catégorie regroupe les soins mis en œuvre et évalués de manière autonome par l'infirmier. Ils sont argumentés et consignés dans la démarche de soins infirmiers et sont basés sur ses compétences propres. Ce sont notamment les soins d'accueil et de recueil de données, d'évaluation de la douleur et du degré d'autonomie, de relation d'aide, de surveillance des signes vitaux et de l'efficacité des thérapeutiques, d'éducation thérapeutique, ou encore la réalisation des soins fondamentaux, de la démarche de soins infirmiers avec pose d'objectifs de soins, ainsi que le maintien de l'hygiène hospitalière.

#### Soins en collaboration
Cette seconde catégorie fait appel aux compétences soins prescrites par le médecin. Ces soins ne sont pas applicables sans un avis médical ou un protocole de soins préalablement établi que l'infirmier peut appliquer dans certaines circonstances, y compris dans le cas d'une urgence vitale. Ce sont, par exemple, la pose d'une perfusion, la réfection d'un pansement, la prise de sang, la mise en place d'une thérapeutique médicamenteuse ou invasive, ou l'assistance à un geste médical comme dans une intervention chirurgicale.

### Aspect transversal

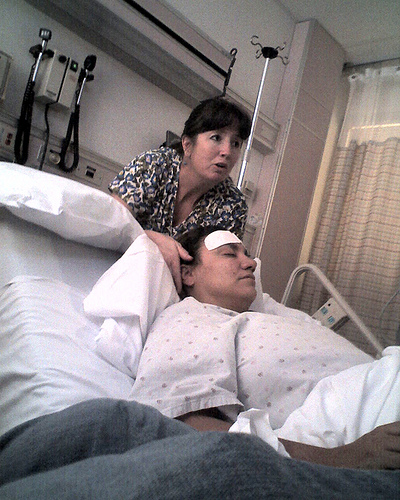
Une des dimensions du soin infirmier se manifeste dans les techniques de relation d'aide et de toucher-massage.

Que ce soit dans le domaine de la recherche clinique infirmière ou dans leur pratique quotidienne, les soins infirmiers sont représentés par des compétences cliniques propres aux infirmiers. Celles-ci désignent à la fois l'application des concepts fondamentaux en soins infirmiers et la mise en œuvre du processus de soins infirmiers dont les professionnels se servent dans leur pratique. L'aspect transversal des soins infirmiers s'exprime dans n'importe quel mode fonctionnel de santé de la personne.
Dans le domaine des relations inter-personnelles comme décrites dans le modèle de Peplau : la relation d'aide en soins infirmiers, le rôle d'aidant naturel auprès d'une personne, la supervision ou encore dans la relation soignant-personne soignée.
Dans le domaine de l'observation clinique : le recueil de données infirmier, l'évaluation infirmière Contribution à la statistique à l'image des diagrammes de Florence Nightingale.
Dans le domaine de l'éducation à la santé : l'éducation thérapeutique infirmière, la consolidation de stratégies d'adaptation, l'éducation parentale et l'hygiénisme.
Dans le domaine de l'éthique et du secret professionnel : éthique médicale, responsabilité, secret médical et discrétion professionnelle.

## Applications dans la discipline infirmière
Les soins infirmiers dispensés à la personne ou aux groupes de personnes concernent plusieurs branches de spécialités médicales ou de santé publique et peuvent être ventilés par domaine de santé.

### Soins de suppléance
Les soins infirmiers se centrent sur les dépendances d'une personne et ses besoins primaires (comme ceux proposés par Virginia Henderson : Quatorze besoins fondamentaux selon Virginia Henderson).
Ils ont comme objectif de promouvoir son autonomie en fonction de l'évaluation de son degré de dépendance. Ils comprennent la réalisation des soins fondamentaux, l'aide aux actes de la vie quotidienne ou encore la rééducation simple. Ils se centrent également sur le bien-être.

### Soins en gériatrie ou aux personnes âgées

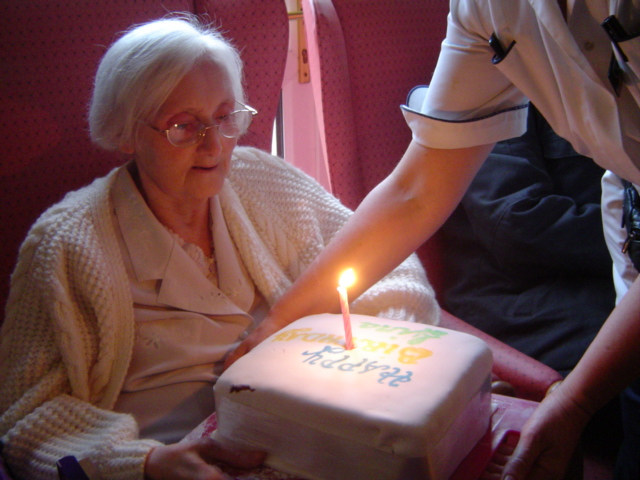
Représentation d'une des dimensions du soin infirmier en gériatrie.

En complément des soins de suppléance omniprésents en institution gériatrique, les soins infirmiers auprès des personnes âgées ne se limitent pas uniquement à la dimension curative. Les soins infirmiers prodigués auprès de personnes âgées participent au confort et au bien-être de la personne en fin de vie. Ils font appel à différentes techniques de communication, notamment l'écoute active, la relation d'aide, la reformulation et l'empathie. La communication avec la personne âgée, dépendante ou non, a comme objectif de créer un lien avec son passé, son identité et ses aspirations. Les soins infirmiers ont également vocation à participer à l'animation de groupe au sein de la structure d'hébergement et se focalisent sur l'estime de soi de la personne âgée. Ils s'étendent également au tissu social de la personne.

### Soins en médecine et chirurgie
Les soins infirmiers en médecine ou chirurgie font le plus souvent appel aux compétences techniques des infirmiers : l'évaluation et la gestion de la douleur ; la gestion du risque infectieux tant au niveau du suivi et de la maîtrise de l'hygiène des personnes et de l'asepsie lors d'un soin que de la lutte contre les infections nosocomiales ; la guérison des plaies et cicatrices, la prévention des escarres dans le cadre d'une activité de stomathérapie, la pansementerie (ensemble du matériel nécessaire à la pose d'un pansement, comme des compresses, des pansements compressifs, des bandages, mais également des solutions antiseptiques), la gestion des abords veineux ou encore la transfusion sanguine.
Les soins infirmiers concernent également la coordination et l'organisation des soins aux personnes : travail en réseau de soins avec les différents acteurs de santé, tenue du dossier de soin, mise en place des examens médicaux.
Dans le domaine des soins palliatifs, les soins infirmiers désignent les soins de support, la relation d'aide et le processus de deuil dans le cadre de l'accompagnement de fin de vie.

### Soins à la mère et à l'enfant

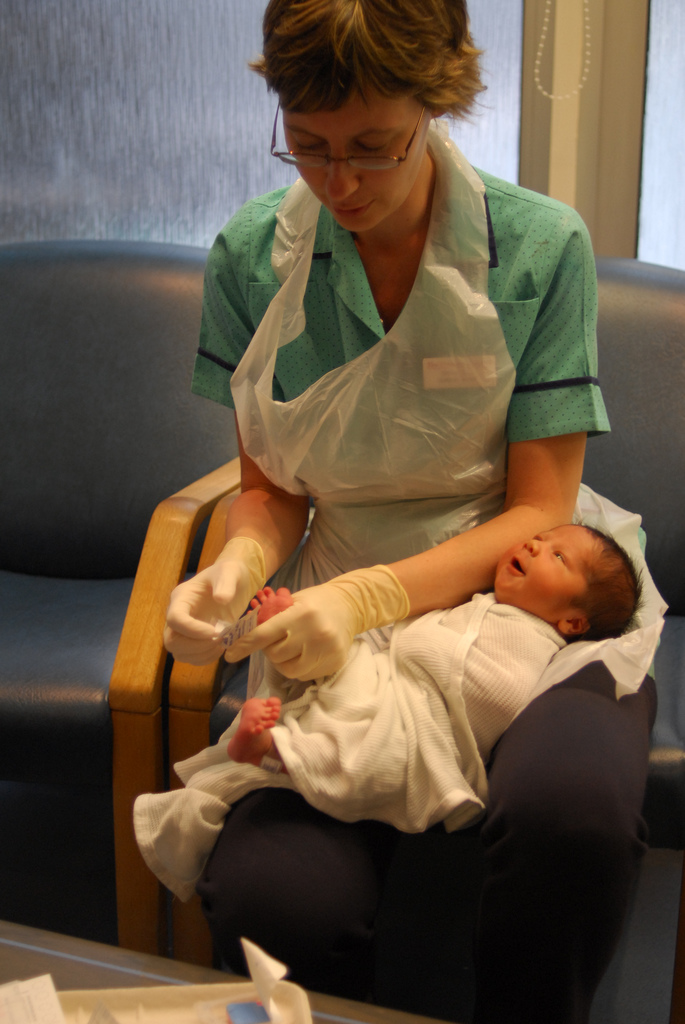
Une infirmière en puériculture prenant soin d'un nouveau-né.

Dans certains pays, la qualité de sage-femme est attribuée aux infirmiers. Ils participent aux accouchements et aux soins du post-partum. Les soins infirmiers dans ce domaine se centrent plus précisément sur le soin au nouveau-né ou à l'enfant et à sa mère, et par extension sa famille. Notamment, la supervision de l'allaitement et l'éducation parentale.

### Soins en psychiatrie et santé mentale
Les soins infirmiers en santé mentale se référent aux compétences relationnelles de l'infirmier. Ils regroupent les fonctions d'observation dynamique et clinique : fonction de permanence (entretien semi-directif et entretien clinique), fonction de répétiteur (donner un sens au temps qui passe), fonction d'improvisation (quand le recours au cadre institutionnel n'est plus opérant), fonction d'étayage (il pourra s'agir d'un accompagnement pour aider un patient dans son face-à-face à la réalité, lui donnant des points d'ancrage constructifs), fonction d'attention, fonction d'information, fonction de réponse comportementale et fonction d'écoute active.
La nature du soin infirmier en psychiatrie a subi de profonds changements au fil des différents courants et modèles de la discipline en santé mentale et au travers de l'histoire de la psychiatrie. Des courants asilaires du début du XVIIIe siècle, aux mouvements de l'antipsychiatrie dans les années 1970, le rôle de l'infirmier en psychiatrie a évolué du stade de gardien vers une finalité d'accompagnant et de soignant, selon une mise en concept des soins infirmiers prodigués.

### Soins en médecine communautaire et en humanitaire

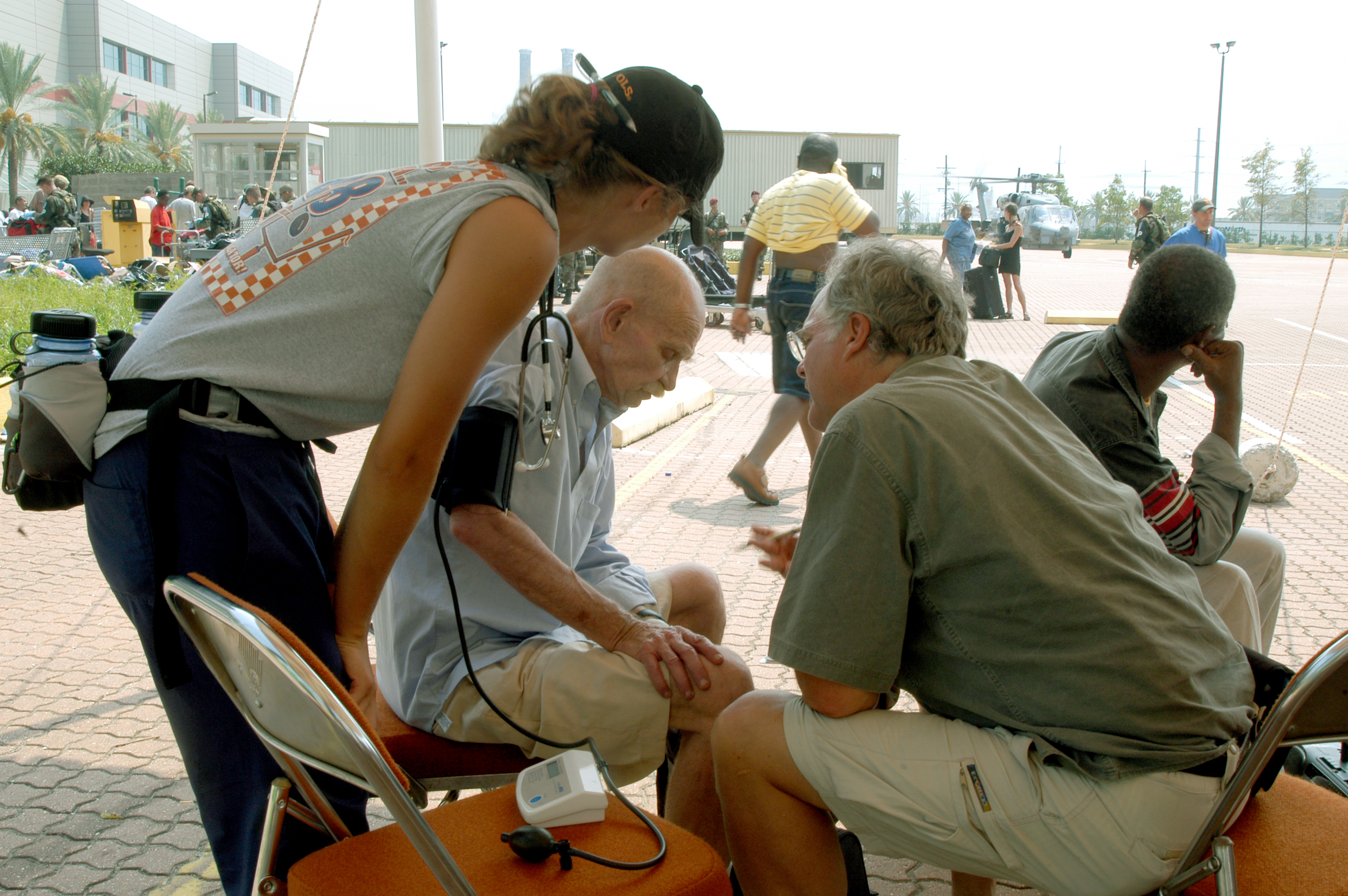
Une infirmière participant au plan d'urgence déclenché lors de l'ouragan Katrina.

Les soins infirmiers communautaires regroupent les interventions de support ou d'éducation à la santé que prodiguent les infirmiers au sein de dispensaires, d'institutions publiques (comme écoles ou prisons), ou encore au travers d'ONG comme médecins sans frontières ou médecins du monde.
Ils regroupent les soins de prévention, de dépistage ou d'actions spécifiques comme des campagnes de vaccination, dépistage de la malnutrition ou encore information préventive contre le SIDA.

## Concepts centraux

Boucle OODA du développement de la science infirmière.

Les concepts centraux contemporains en soins infirmiers guident aujourd'hui la pratique des soignants et édictent les fondements de la science infirmière. Ce corpus constitue une vision élargie et renforcée de l'aspect pragmatique à la base de tout soin. La pratique infirmière nourrit la recherche clinique infirmière se basant sur des données probantes (evidence based medicine) et permettant d'en dégager les axes théoriques. Comme le décrit Bernadette Jayet-Dauphiné « il s'agit de penser pour panser, et réciproquement ».

### Une application: panser

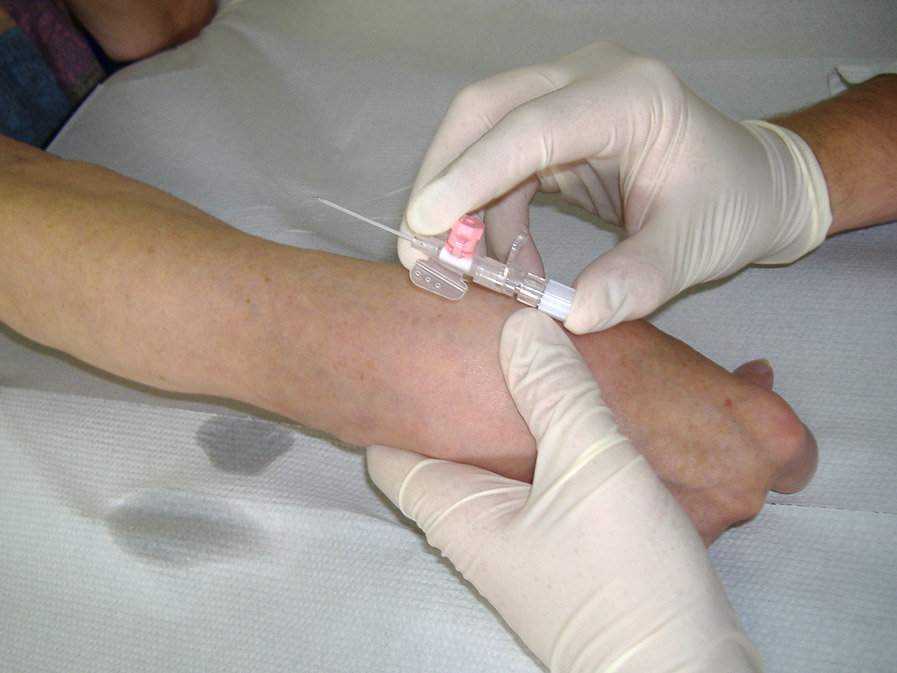
La perfusion, geste technique infirmier.

Le terme soin infirmier peut prendre le sens d'une compétence soin. Il désignera un savoir-faire, une compétence technique ou une connaissance. Il fait le plus souvent référence à la réalisation d'un acte médical, comme la pose d'une Voie veineuse périphérique ou la réalisation des soins fondamentaux. Leur application est le plus souvent portée directement aux personnes.

### Une attention: penser
Dans ce sens, les soins infirmiers, ou encore mentionnés « Soins infirmiers » (la majuscule faisant référence à une valeur sémantique différente) représentent la philosophie de la discipline infirmière. Ils désignent également les théories et concepts de soins infirmiers et la démarche intellectuelle mise en œuvre dans la réalisation du soin, en un mot le savoir-être infirmier.

### Genèse des modèles de soins
Les concepts centraux des soins infirmiers se sont structurés au fil du temps au travers de l'histoire de la profession infirmière et se sont axés autour de concepts tant philosophiques que scientifiques issus des réflexions portées sur la pratique clinique infirmière. Ils prennent leurs sources dans une approche humaniste qui a pu apporter différents éclairages, notamment sur les concepts de santé, de personne, d’environnement et de soin.
Par une approche théorique et documentée, les théoriciens des soins infirmiers ont établi des modèles conceptuels qui ont permis de structurer les fondements du raisonnement infirmier et qui guident aujourd'hui la pratique clinique infirmière. En tenant compte du fait que « l'expérience de santé » est venue remplacer le terme de « maladie », les concepts centraux se sont élargis à une pratique infirmière qui prend soin de personnes qui ne sont pas nécessairement malades ou ne se perçoivent pas comme tel.

### Différentes écoles
Les soins infirmiers suivent un système de représentations (la vision paradigmatique de l'infirmière) en matière de santé, de maladie, de personne soignée et de relation soignant/soigné et s'axent autour de quatre concepts centraux :
- la personne (ou par extension sa famille) : ses représentations, ses valeurs, ses croyances, ses conceptions, son individualité ;
- le soin : les conceptions que la personne et le soignant ont du soin de santé ;
- la santé : les représentations de la personne et du soignant de la santé et de ses significations (être en bonne santé) ;
- et l'environnement : le monde environnant dans lequel évoluent la personne et le soignant.

Différentes écoles décrivent l'approche que le soignant professionnel peut employer au travers de cette vision pour prodiguer des soins infirmiers.

#### L'école duCare
Le concept de care ou caring traduit comme le prendre soin a été développé dans le domaine des soins infirmiers dans sa grande majorité par Jean Watson et veut que le soignant prodigue le soin infirmier dans la plus totale congruence avec la personne rencontrée suivant son système de représentations, et non à l'encontre de celui-ci. Cela implique que le soignant adopte une attitude empathique vis-à-vis de la personne rencontrée. Le prendre soin s'étend à la capacité de s'occuper d'autrui et de lui porter attention.
Ce schéma est illustré par Suzanne Kérouac dans sa définition du rôle infirmier : « le rôle de l'infirmier [et des soins infirmiers] est de soigner une personne qui, en interaction continue avec son environnement, vit des expériences de santé ».

#### L'école des besoins fondamentaux
Ce concept a été décrit par Abraham Maslow dans son modèle de la pyramide des besoins et par Virginia Henderson dans son modèle des quatorze besoins fondamentaux.
Sous cet éclairage, le soin infirmier agit sur la satisfaction des besoins de la personne et vise à maintenir l'état de santé dans chacun des secteurs ponctuellement. En outre, il doit promouvoir de façon dynamique la capacité et la motivation de combler la perte, de maintenir ou d'améliorer un état, sachant qu'un besoin non satisfait empêche l'accès à un besoin supérieur.

#### L'école des interactions
Le concept interactionniste dans les soins infirmiers a été décrit par Hildegard Peplau. Il étudie les interactions entre le soignant et la personne soignée.
Le modèle propose que le soignant utilise l'expérience partagée née de cette interaction symbolique pour favoriser un apprentissage expérimental, des stratégies d'adaptation améliorées et une croissance personnelle. Ce modèle décrit un vecteur qui permet au soin infirmier d'être prodigué en toute réciprocité favorisant un développement personnel mutuel.

#### L'école des effets souhaités
Cette notion, introduite par Callista Roy, étudie les stratégies d'adaptation d'un individu ou d'un groupe face à son environnement sans cesse en mouvance.
Le modèle des effets souhaités prône la valorisation et la promotion de comportements optimaux du point de vue de la prévention de la santé ou de l'atteinte de résultats. Le soin infirmier prodigué selon ce modèle aura vocation à agir sur les facteurs favorisants d'une affection afin de conduire la personne vers un état voulu, correspondant le plus souvent à un état de santé amélioré.

#### L'école de l'être humain unitaire
Le modèle de l'être humain unitaire a été étudié par Rosemarie Rizzo-Parse (de) et décrit l'aptitude d'une personne à interagir en complet accord avec son environnement. Il étudie le syndrome dissociatif provoqué chez une personne dont l'état de santé est en forte mouvance.
Selon le modèle, le soin infirmier fait appel à l'authenticité de celui qui le prodigue et place l'empathie au centre d'une relation entre la personne et le professionnel afin de l'aider à s'orienter dans ses choix, tout en lui fournissant des alternatives de réflexion nécessaires. La finalité du soin infirmier est d'aider la personne à combler ses craintes et ses doutes, tout en valorisant ses aspirations et ses buts.

## Qualités des soins
La qualité des soins infirmiers peut être définie par la démarche de Hannu Vuori (sv) qui, dans sa publication à l’OMS concernant la santé publique en Europe, pose quatre questions pour élaborer sa définition.

### Questionnement
- « La qualité pour qui ? » : Pour tous les acteurs des soins et de leur qualité, mais aussi bien sûr pour toutes les personnes à qui ils s’adressent. […] les soignants et le patient n’ont pas la même façon de considérer les soins qui lui sont donnés. Il convient donc d’essayer de concilier les deux points de vue.
- « La qualité définie par qui ? » : Par un professionnel de santé qui cherche l’efficience maximale de sa démarche.
- « Destinée à quoi ? » : À développer un débat (public et professionnel) et un enrichissement de la réflexion sur les exigences relatives à la pratique soignante.
- « De quelle qualité s’agit-il ? » : C’est celle qui, dans le cadre d’une pratique pluri-professionnelle, adapte les soins portés à la personne dans une perspective de santé et non dans un but de « non-maladie ». Dans l’optique du déploiement de la santé, l’infirmier dispose d’actes techniques et de connaissances qu’il utilise pour prendre soin de la personne dans sa globalité, tant au point de vue somatique que psychologique.

### Facteurs de la qualité des soins
Partant de ces constats, Walter Hesbeen a déterminé les facteurs qui, par leur association et leurs interactions, constituent la qualité des soins :
- « Les aspects politiques et économiques » regroupent le cadre légal et réglementaire des activités de soins et les limites des ressources économiques qu’un état souhaite investir dans la santé : c’est ainsi, entre autres, que le gouvernement français vote dans le cadre du projet de finances annuel l'Objectif national des dépenses de l'assurance maladie.
- « L’organisation concrète des structures » : c’est-à-dire les projets que se donnent les structures sanitaires et sociales, ainsi que les outils et moyens qu’elles développent pour les mener à bien. Dans le cadre de l’urgence pré-hospitalière.
- « Les réflexions philosophiques et connaissances techniques et scientifiques » sont la conséquence de la curiosité intellectuelle et des ressources dont dispose chaque soignant, et doivent être mises en pratique dans le Projet de Soins.
- « La formation des professionnels » permet à ces derniers de compléter leur formation initiale en acquérant les connaissances spécifiques à leur secteur d’activité. Elle s’oppose au mythe de « l’opérationnalité immédiate » au sortir du Diplôme d’État.
- « Les comportements et les compétences des acteurs » qui sont les aptitudes que l’infirmier exprime dans son activité. Chaque soignant, par sa personnalité et par l’application qu’il met dans son activité professionnelle, peut apporter une richesse.
- « La personne soignée et ses proches ». Le soignant qui va à la rencontre de la personne doit déterminer, entre autres, la perception qu’elle a de sa pathologie, ses ressources personnelles et son désir de guérir. Au même titre que son environnement, l’inquiétude et la souffrance de ses proches sont des éléments qui doivent orienter les soins.
- « La méthode de recueil d’information sur les pratiques » permet, quant à elle, de mettre en évidence de façon quantitative et/ou qualitative les actions entreprises.

La prise en compte de ses facteurs permet de faire évoluer la qualité des soins et selon Walter Hesbeen : « une pratique soignante de qualité est celle qui prend du sens dans la situation de vie de la personne soignée et qui a pour perspective le déploiement de la santé pour elle et pour son entourage. Elle relève d’une attention particulière aux personnes et est animée par le souci du respect de celle-ci. Elle procède de la mise en œuvre cohérente et complémentaire des ressources diverses dont dispose une équipe de professionnels et témoigne des talents de ceux-ci. Elle s’inscrit dans un contexte politique, économique et organisationnel aux orientations, moyens et limites pertinentes et clairement identifiés ».
La qualité des soins, dans le sens d'amélioration continue des prestations par la gestion des processus, tel qu'il est défini par le système d'autorégulation propre à William Edwards Deming fait partie intégrante de la culture infirmière. Florence Nightingale, en 1872 déclarait : « Pour nous qui soignons, nos soins sont ainsi faits que, à moins que nous ne fassions des progrès chaque année, chaque mois, chaque semaine, croyez-moi nous reculons ».

## Aspects légaux

### Législation française et rôle propre de l'infirmier
Relèvent du rôle propre de l'infirmier ou de l'infirmière les soins liés aux fonctions d'entretien et de continuité de la vie et visant à compenser partiellement ou totalement un manque ou une diminution d'autonomie d'une personne ou d'un groupe de personnes.
Dans ce cadre, l'infirmier ou l'infirmière a compétence pour prendre les initiatives et accomplir les soins qu'il juge nécessaires conformément aux dispositions des articles R. 4311-5 et R. 4311-6. Il identifie les besoins de la personne, pose un diagnostic infirmier, formule des objectifs de soins, met en œuvre les actions appropriées et les évalue. Il peut élaborer, avec la participation des membres de l'équipe soignante, des protocoles de soins infirmiers relevant de son initiative. Il est chargé de la conception, de l'utilisation et de la gestion du dossier de soins infirmiers.
Lorsque les actes accomplis et les soins dispensés relevant de son rôle propre sont dispensés dans un établissement ou un service à domicile à caractère sanitaire, social ou médico-social, l'infirmier ou l'infirmière peut, sous sa responsabilité, les assurer avec la collaboration d'aides-soignants, d'auxiliaires de puériculture ou d'aides médico-psychologiques qu'il encadre et dans les limites de la qualification reconnue à ces derniers du fait de leur formation. Cette collaboration peut s'inscrire dans le cadre des protocoles de soins infirmiers mentionnés à l'article R. 4311-3.
Dans le domaine de la santé, la réforme hospitalière de juillet 1991 introduit pour la première fois la notion de réflexion sur « une politique d’évaluation des pratiques […] visant à en garantir la qualité ». En 1996, ce questionnement aboutit à la mise en place, par une des trois ordonnances dites « Juppé », d’une évaluation systématique de la qualité en milieu hospitalier : l’accréditation des établissements de santé. Cette démarche est menée par un établissement public d’État, l’Agence nationale d’accréditation et d’évaluation de la Santé (ANAES) et vise à « mettre en œuvre la procédure d’accréditation des établissements de santé ».
L’article 10 du décret 93-221 nous informe que l’infirmier doit « garantir la qualité des soins ». Quant à lui, l’article 2 du décret 2002-194 précise que les soins infirmiers intègrent qualité technique et qualité des relations avec le malade. Ces notions sont retrouvées dans la Charte du patient hospitalisé.

### Législation québécoise
Le législateur a créé l'Ordre des infirmières et infirmiers du Québec inscrit dans le Code des professions. L'OIIQ a le pouvoir de créer un Code de déontologie qui doit être respecté par tous ses membres. Le législateur a également créé une Loi des infirmières et infirmiers du Québec (LIIQ) afin de bien circonscrire le champ de pratique de ces professions. En 2003, il a révisé le champ de pratique de onze professionnels de la santé dont les infirmières en créant la Loi 90 qui vient modifier la LIIQ.

## Ressources documentaires et bibliographie
- Suzanne Kérouac, La pensée infirmière, Laval (Québec), Éd. Maloine, 1994, 162 p. (ISBN 2-7607-0584-6)
- Walter Hesbeen, La qualité du soin infirmier penser et agir dans une perspective soignante., Paris, Éd. Masson, 2002 (réimpr. 2002), 2e éd., 208 p. (ISBN 978-2-294-00921-1 et 2-294-00921-5), p. 208
- Virginia Henderson (trad. de l'anglais), La nature des soins infirmiers, Paris, Éd. InterEditions, Paris, 1994, 235 p. (ISBN 2-7296-0503-7)
- (en) Florence Nightingale, Notes on Nursing : what Nursing is, what Nursing is not, New-York, D. Appleton and Company, 1860
- Watson, Jean (trad. de l'anglais), Le caring philosophie et science des soins infirmiers, Paris, Édition Seli Arslan, Paris, 1998, 320 p. (ISBN 2-84276-011-5)
- René Magnon, Les infirmières : identité, spécificité et soins infirmiers, Paris, Éditions Masson, 2003, 3e éd., 198 p. (ISBN 2-294-01455-3)
- Collectif Amiec Recherche, Dictionnaire des soins infirmiers et de la profession infirmière, Paris, Éditions Masson, 2005, 3e éd., 333 p., édition révisée, actualisée et augmentée (ISBN 2-294-01760-9)